# Circuit des Deux-Sèvres
Circuit des Deux-Sèvres war ein französisches Eintagesrennen für Berufsfahrer und Unabhängige.

## Geschichte
Das Rennen führte durch das Département Deux-Sèvres in Westfrankreich.
Es wurde 1933 begründet und hatte elf Austragungen. Dreimal wurde das Rennen über zwei Etappen gefahren. Unter dem Namen Circuit des Deux-Sèvres fand ab 2001 ein kürzeres Etappenrennen statt.

## Palmarès
- 1933  Paul Chocque
- 1934  Jean Bidot
- 1935  René Debenne
- 1936  Pierre Cogan
- 1937  Raymond Louviot
- 1938  Georges Lachat
- 1939  Émile Bruneau
- 1940–1950 nicht ausgetragen
- 1951  Gabriel Gaudin
- 1952  Maurice Gruber
- 1953  Pierre Mancisidor
- 1954  Joseph Cigano